# Ripon College Cuddesdon

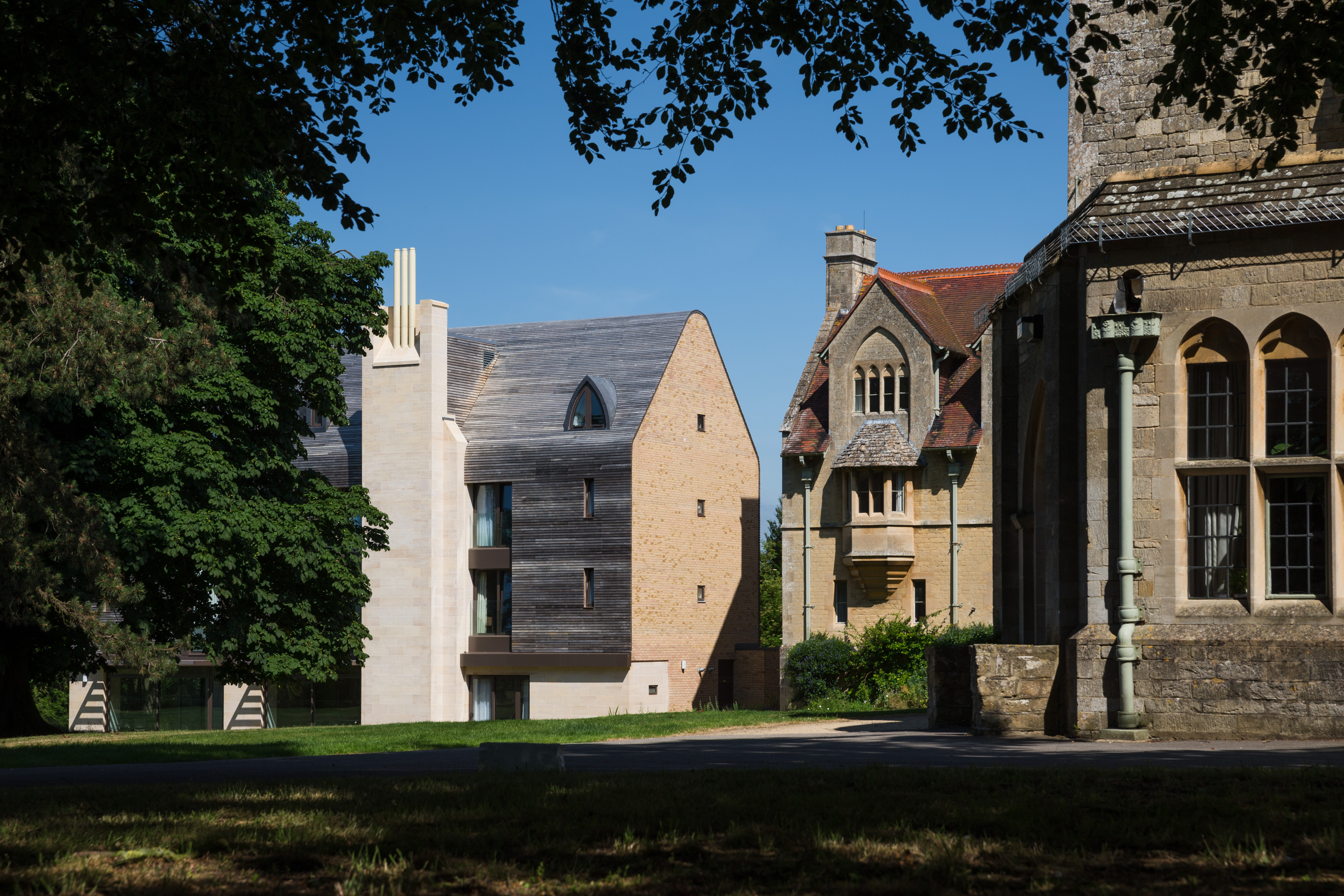
Ripon College Cuddesdon

Ripon College Cuddesdon is een theologisch college (seminarie) van de Kerk van Engeland, even buiten Oxford gelegen. Ripon College Cuddeshon leidt priesters op voor de Anglicaanse kerk en staat in de liberale theologische traditie.
Ripon College Cuddesdon ontstond in 1975 uit een fusie van Cuddesdon College (anglo-katholicisme) en Ripon Hall (liberaal protestantisme). Cuddesdon College werd in 1854 gesticht door Samuel Wilberforce (1805-1873), een bisschop binnen de Kerk van Engeland (en zoon van de abolitionist William Wilberforce) en Ripon Hall werd rond 1897 opgericht door William Boyd Carpenter, de bisschop van Ripon. 
Van 2004 tot 2014 was de theoloog Martyn Percy (*1962), directeur (principal) van Ripon College Cuddesdon.

## Lijst van directeuren van Ripon College Cuddesdon
De directeuren van Ripon College Cuddesdon dragen de titel van principal
- Leslie Houlden (1975 - 1977)
- David Wilcox (1977 - 1986)
- John Garton (1986 - 1996)
- John Clarke (1996 - 2004)
- Martyn Percy (2004 - 2014)
- Humphrey Southern (2015 - heden)